# Clydebank F.C.
Clydebank F.C., właśc. Clydebank Football Club – szkocki klub piłkarski z siedzibą w Clydebank.

## Historia
Klub został założony w 1888. W swojej historii rozegrał 10 sezonów w pierwszej lidze, siedem w czasach kiedy stanowiły ją rozgrywki First Division oraz trzy w czasach Premier Division. Występował też przez 37 sezonów na poziomie drugiej ligi (17 w Second Division i 20 w First Division), po raz ostatni w edycji 1999/2000.

### Historia występów w pierwszej lidze
| Sezon   | Liga             | Miejsce      |
| ------- | ---------------- | ------------ |
| 1917/18 | First Division   | 9.           |
| 1918/19 | First Division   | 11.          |
| 1919/20 | First Division   | 5.           |
| 1920/21 | First Division   | 20.          |
| 1921/22 | First Division   | 22. (spadek) |
| 1923/24 | First Division   | 20. (spadek) |
| 1925/26 | First Division   | 20. (spadek) |
| 1977/78 | Premier Division | 10. (spadek) |
| 1985/86 | Premier Division | 10.          |
| 1986/87 | Premier Division | 11. (spadek) |

## Reprezentanci kraju grający w klubie
stan na grudzień 2023
|  | - Terry Butcher - Irvine Thornley - Aimé Kitenge - Børge Thorup - Owen Coyle - Tommy Coyne - Michael O’Neill - Roddy McKenzie - Johnny Scraggs |  | - Simon Vella - Steve Pittman - Harry Anderson - Davie Cooper - Derek Ferguson - Michael Gilhooley - Ally Hunter - Darren Jackson |  | - William Loney - Jimmy McGrory - Rob McKinnon - James Reid - Henry Smith - Gary Teale - Billy Thomson - William Walker |